# Échelle de Martin-Schultz
Ne doit pas être confondu avec Martin Schulz.

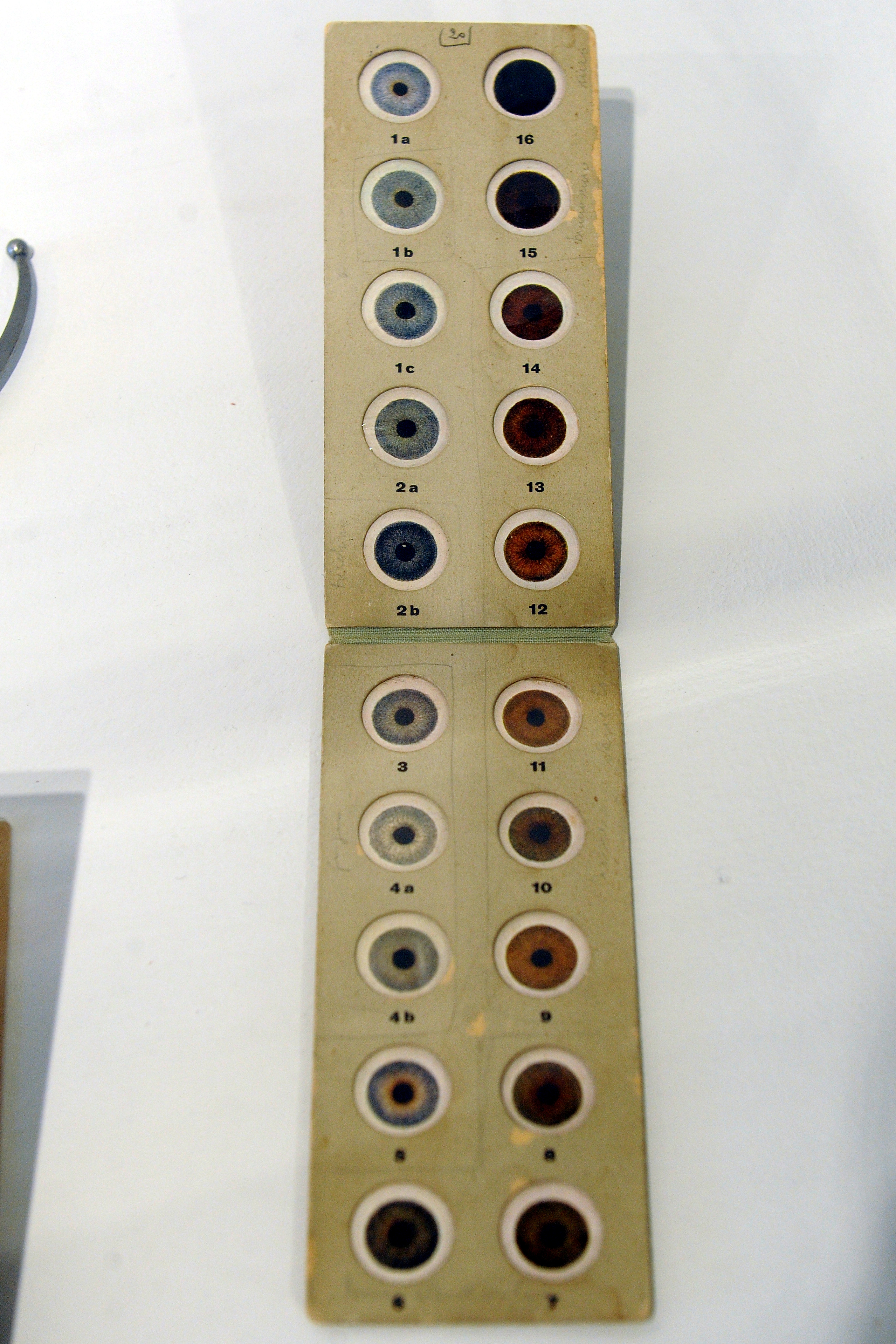
Échelle de Rudolf Martin permettant de déterminer la couleur des yeux, exposée au Palazzo Assessorile (Cles, Italie) en 2018.

L’échelle de Martin-Schultz est un standard de détermination approximative de la couleur des yeux utilisée en anthropologie physique. Elle fait partie de plusieurs échelles colorimétriques propres à des caractéristiques physiques, dont l'échelle de F. v. Luschan pour la couleur de peau et l'échelle de Fischer-Saller pour la couleur des cheveux. L’Augenfarbentafel a été créée au début du XXe siècle par les anthropologues allemands Rudolf Martin et Bruno K. Schultz et comprenait à l'époque vingt échelons de couleur.
Cette échelle fut utilisée par les médecins nazis pour tenter de déterminer la race des personnes qu'ils examinaient, en vain.
Les couleurs sont regroupées par nuances (3 nuances) pour 16 coloris au total :
| Nuance     | Yeux clairs | Yeux clairs | Yeux clairs | Yeux clairs | Yeux clairs     | Yeux clairs | Yeux clairs | Yeux clairs | Yeux clairs | Yeux clairs | Yeux mêlés | Yeux mêlés | Yeux mêlés | Yeux mêlés | Yeux mêlés | Yeux foncés             | Yeux foncés             | Yeux foncés             | Yeux foncés             | Yeux foncés             |
| No couleur | 1           | 1           | 1           | 2           | 2               | 3           | 4           | 4           | 5           | 6           | 7          | 8          | 9          | 10         | 11         | 12                      | 13                      | 14                      | 15                      | 16                      |
| No couleur | a           | b           | c           | a           | b               |             | a           | b           |             |             |            |            |            |            |            |                         |                         |                         |                         |                         |
| Teinte     | bleu clair  | bleu clair  | bleu clair  | bleu clair  | bleu plus foncé | bleu-gris   | gris        | gris        | bleu-gris   | gris        | brun-vert  | brun-vert  | brun-jaune | brun-jaune | brun-jaune | brun-fauve ou brun-noir | brun-fauve ou brun-noir | brun-fauve ou brun-noir | brun-fauve ou brun-noir | brun-fauve ou brun-noir |

Il existe plusieurs autres échelles de la couleur des yeux, comme celle, ternaire elle aussi, de Topinard. L'échelle de Broca publiée dans un livre appelé "instructions générales"[Quand ?] et qui n'est plus utilisée comprend 20 nuances rassemblées en 4 groupes (brun, vert, bleu, gris).
L'échelle de Bertillon publiée en 1895 dans les "instructions signalétiques" donne 54 nuances en 7 groupes qui permettent de distinguer non seulement la couleur générale de l’œil mais aussi sa structure et les détails de la pigmentation.
Bryn donne 36 nuances, relevées en Norvège en 1927 ; Kruse n'en reconnait que 15 en 1929.
En 1930 K. Saller publie un tableau de dessins en couleur reproduisant des yeux artificiels et présente ainsi 40 nuances classées en 3 catégories :
- Yeux bruns, de P1 à P8 en allant du plus pigmenté au moins pigmenté.
- Yeux verts, de M1 à M2 et autres yeux panachés. Cependant de multiples coloris relevés dans cette série ne semblent pas exister dans la réalité, à part les M5, M6, M14 et M21.
- Yeux bleus à gris, de S1 à S10 en allant du plus au moins pigmenté.